# Armoriale dei comuni della provincia del Verbano-Cusio-Ossola

Stemma della Provincia di Verbano-Cusio-Ossola

Questa pagina contiene le armi (stemmi e blasonature) dei comuni della Provincia del Verbano-Cusio-Ossola.
| Stemma | Comune e blasonatura | Gonfalone |
| ------ | --- | --------- |
|        | Antrona Schieranco Partito: il primo, d'azzurro alla banda d'argento passante dietro un monte all'italiana di tre cime di verde; il secondo, d'argento all'albero al naturale nodrito su campagna di verde, al bue al naturale fermo contro il fusto dell'albero. Ornamenti esteriori da Comune. D.P.R. del 16 ottobre 1950. Gonfalone: Drappo trinciato di bianco e d'azzurro… |           |
|        | Anzola d'Ossola Scritta Antiola ad Insulam con i seguenti simboli: regola di colore giallo su sfondo rosso, abete verde su sfondo azzurro, imbarcazione con pesce stilizzati su sfondo azzurro, martello e tenaglia su sfondo rosso con torre centrale. Ornamenti esteriori da Comune. (descrizione dello stemma non araldico). |           |
|        | Arizzano Di rosso, all'albero nodrito su una pianura erbosa, sostenuto da due cani levrieri controrampanti, il tutto al naturale. Ornamenti esteriori da Comune. D.C.G. del 26 settembre 1930. Gonfalone: Drappo di rosso… |           |
|        | Arola D'azzurro, alla pianta di vite pampinosa di verde di due e fruttata di due grappoli d'uva nera, rampicante su paletto al naturale, infisso su una campagna di verde, al fiume d'argento passante in bansa; il tutto accompagnato, nel cantone sinistro del capo, dalla mitria addossata al bastone pastorale, il tutto d'argento. Ornamenti esteriori da Comune. D.P.R. del 17 ottobre 1961. Gonfalone: Drappo partito di bianco e di azzurro… |           |
|        | Aurano Il comune non ha ancora adottato alcuno stemma ufficiale. Tuttavia, in alcuni ambiti, impiega informalmente questo stemma: di verde, al palo ondato, d'oro; capo appuntato d'azzurro, alla stella di sei raggi d'argento. Ornamenti esteriori da Comune. |           |
|        | Baceno partito: nel primo di azzurro, al leone d'oro, armato e linguato di rosso, tenente tra le branche anteriori un'ampolla; nel secondo di rosso, al castello d'argento, torricellato di un pezzo; il tutto abbassato al capo di porpora, alla stella di 5 punte d'oro. Ornamenti esteriori da Comune. Gonfalone: Drappo di azzurro… |           |
|        | Bannio Anzino D.P.R. del 12 aprile 1984. Gonfalone: Drappo partito di giallo e d'azzurro… |           |
|        | Baveno D'azzurro, alla cava di granito roseo declinante in banda e ad una colonna dello stesso granito, uscente dalla punta ed attraversante in palo, accompagnata nei cantoni destro e sinistro del capo dalle parole a lettere capitali di nero: "FORZA" a destra, e "VIRTU", a sinistra. Ornamenti esteriori da Comune. R.D. del 27 febbraio 1941. Gonfalone: Drappo di azzurro… |           |
|        | Bee D'azzurro, alla fontana d'argento, zampillante, fondata sul terreno erboso, sinistrata da una pecora in atto di bere sul rigagnolo della fontana stessa, il tutto al naturale. Ornamenti esteriori da Comune. D.P.R. del 29 aprile 1958. Gonfalone: Drappo partito di bianco e di rosso… |           |
|        | Belgirate Troncato: nel primo, campo di cielo, alla torre di rosso, merlata di cinque pezzi, murata, aperta e finestrata di nero, circondata in alto da cinque uccelli in volo, fondata su una striscia di terra sulla troncatura, nello sfondo un gruppo di monti, il tutto al naturale; nel secondo, d'azzurro, alla barca di verde natante in uno specchio d'acqua fluttuoso d'argento. Ornamenti esteriori da Comune. D.P.R. del 9 novembre 1956. Gonfalone: Drappo di colore azzurro, riccamente ornato di ricami d'argento e caricato dello stemma con l'iscrizione centrata in argento: Comune di Belgirate... |           |
|        | Beura-Cardezza Troncato: nel primo d'azzurro, al San Giorgio, con il viso di carnagione, armato di tutto punto, d'argento, con elmo d'argento ornato dalle piume di rosso, munito di mantello svolazzante, dello stesso, cavalcante il cavallo di nero, bardato di rosso, rivoltato, passante sulla pianura di verde, con l'arto anteriore sinistro alzato, il Santo tenente con la mano destra la lancia d'argento, posta in banda, infilzante il drago d'oro, col ventre rivolto all'insù, rivoltato, con la testa alzata, mirante il Santo, vomitante fiamme di rosso, attraversante; nel secondo, d'argento, alla croce diminuita, di rosso. Ornamenti esteriori da Comune. D.P.R. del 16 novembre 1994. Gonfalone: Drappo di bianco… |           |
|        | Bognanco Troncato: nel primo, d’azzurro, all’aquila dal volo spiegato di nero coronata d’oro; nel secondo, d’argento alla torre merlata al naturale. Ornamenti esteriori da Comune. R.D. del 26 settembre 1930. Gonfalone: Drappo di azzurro… |           |
|        | Borgomezzavalle Inquartato: nel primo, campo di cielo, al maglio di ferro trapezoidale di nero posto a destra, con lungo manico, di rosso, posto in banda, la parte finale del manico attraversante sulla ruota idraulica, d’argento, posta a sinistra, esso manico sostenuto centralmente dal fulcro di pietra di rosso, questo fondato sulla massa d’acqua, d'azzurro, fluttuosa d’argento, a guisa di pianura, la ruota idraulica in parte sommersa nell’acqua; nel secondo, di verde, al giglio d’oro accompagnato da due fasce diminuite, una in capo, l’altra in punta, dello stesso; nel terzo, d’azzurro, al castagno di verde, fruttato di sette d’oro, fustato e sradicato al naturale; nel quarto, d’oro, alla pianta di vite al naturale, sradicata dello stesso, pampinosa di due di verde, i tralci orizzontali uniti a quattro grappoli d’uva, posti in palo, di porpora, due a destra, due a sinistra. Ornamenti esteriori da Comune. D.P.R. del 15 marzo 2018. Gonfalone: Drappo di bianco, con la bordatura d’azzurro… |           |
|        | Brovello-Carpugnino Interzato incappato: nel primo di verde, al biscione d'azzurro, coronato all'antica d'oro, ingollante un putto al naturale; nel secondo d'argento, a quattro spighe di frumento d'oro, poste in ventaglio e legate di rosso; il terzo di rosso, al liocorno inalberato d'argento. Ornamenti esteriori da Comune. D.P.R. del 20 febbraio 1985. Gonfalone: Drappo troncato di verde e di rosso… |           |
|        | Calasca-Castiglione D'azzurro, fiancheggiato a sinistra d'oro, con la chiesa di Sant'Antonio, vista di fronte, d'oro, fondata sulla campagna di verde, posta sull'azzurro; con il milite della Milizia di Calasca, vestito con la divisa tradizionale e armato di fucile, il tutto al naturale, posto sull'oro. Ornamenti esteriori da Comune. D.P.R. dell'8 giugno 2007. Gonfalone: Drappo di bianco… |           |
|        | Cambiasca Semitroncato partito: nel primo, d'azzurro, alla lettera maiuscola C, d'oro; nel secondo, d'azzurro, alla campana d'oro, vestito dello stesso; nel terzo, di rosso, al liocorno inalberato d'argento. Ornamenti esteriori da Comune. D.P.R. del 17 aprile 1990. Gonfalone: Drappo di bianco riccamente ornato di ricami d'argento e caricato dello stemma comunale con l'iscrizione centrata in argento, recante la denominazione del Comune. Le parti di metallo ed i cordoni sono argentati. L'asta verticale è ricoperta di velluto bianco, con bullette argentate poste a spirale. Nella freccia sarà rappresentato lo stemma del Comune e sul gambo inciso il nome. Cravatta con nastri tricolorati dai colori nazionali frangiati d'argento. |           |
|        | Cannero Riviera D'argento, al castello di rosso, munito di tre torri merlate alla guelfa, la torre di sinistra sormontata dalla stella di cinque raggi d'azzurro; il castello fondato sulla campagna d'azzurro, mareggiata d'argento. Ornamenti esteriori da Comune. D.P.R. del 3 ottobre 1949. Gonfalone: Drappo partito d'azzurro e di bianco… |           |
|        | Cannobio D'argento, alla croce di rosso, accantonata da quattro rami di canna, al naturale, posti in palo. Ornamenti esteriori di Città. D.C.G. del 26 ottobre 1928. Gonfalone: Drappo partito di bianco e di rosso… D.P.R. del 2 maggio 1963. |           |
|        | Caprezzo Il comune non ha adottato alcuno stemma ufficiale. Tuttavia, in alcuni ambiti, impiega informalmente uno stemma troncato in scaglione rovesciato d'azzurro e di verde, alla capra saliente d'argento, attraversante, accompagnata nei cantoni destro del capo e sinistro della punta rispettivamente dalle lettere V e C, d'oro, in caratteri maiuscoli lapidari romani. Ornamenti esteriori da Comune. |           |
|        | Casale Corte Cerro D'azzurro, al diruto castello di rosso, merlato alla guelfa, aperto e finestrato del campo, posto su terreno di verde ed addossato ad una pianta di cerro al naturale, sormontato da una corona d'oro, ornamentale. Ornamenti esteriori da Comune. R.D. del 9 dicembre 1941. Gonfalone: Drappo di rosso… |           |
|        | Ceppo Morelli Il comune non ha ancora adottato alcuno stemma ufficiale. Tuttavia, in alcuni ambiti, impiega informalmente questo stemma: campo di cielo alla catena montuosa d'argento, al ponte di pietra con edicola votiva a sinistra, al carrello minerario poggiante su un binario, il tutto al naturale. Ornamenti esteriori da Comune. |           |
|        | Cesara Troncato: nel primo, di rosso, all'aquila d'oro; nel secondo, d'azzurro, a tre monti, di verde, fondati in punta, il monte centrale più alto, posto alle spalle dei monti laterali e parzialmente attraversato dagli stessi. Ornamenti esteriori da Comune. D.P.R. 30 ottobre 1992. Gonfalone: Drappo troncato di azzurro e rosso… |           |
|        | Cossogno D'argento all'albero di verde, sradicato, alla fascia d'azzurro caricata di una trota al naturale posta in fascia. Ornamenti esteriori da Comune. R.D. 22 maggio 1942. Gonfalone: Drappo partito di bianco e d'azzurro… |           |
|        | Craveggia Gonfalone: Drappo partito di rosso e di azzurro… |           |
|        | Crevoladossola D'azzurro, al leone d'oro tenente con le branche anteriori una chiave d'argento, posta in palo, gli ingegni rivolti verso il capo. Ornamenti esteriori da Comune. D.P.R. del 14 settembre 1984. Gonfalone: Drappo di giallo… |           |
|        | Crodo Di rosso, alla croce d'argento, accompagnata nel primo e nel quarto cantone da un giglio, nel secondo e nel terzo da una stella raggiata di sei, il tutto del secondo. Ornamenti esteriori da Comune. D.C.G. del 22 giugno 1928. Gonfalone: Drappo partito di bianco e di rosso… D.P.R. del 23 giugno 1983. |           |
|        | Domodossola Di rosso, alla croce d'argento, caricata in cuore di una stella d'oro, cantonata da quattro d'argento. Corona ducale. D.C.G. 4 luglio 1928. Gonfalone: Drappo quadrangolare di un metro per due di panno argenteo, caricato dello stemma civico e della scritta DOMUS OSCELLA in caratteri maiuscoli d'oro, alla bordura di rosso riccamente ornata e rabescata d'oro, orlato e frangiato inferiormente dello stesso. D.P.C.M. 3 giugno 1986. |           |
|        | Druogno Palato di rosso e d'azzurro, alla fascia abbassata d'argento, ripiena di rosso, al monte di tre cime all'italiana di carnagione, uscente dalla punta. Lo scudo privo di corona. Gonfalone: Drappo partito di rosso e di blu… |           |
|        | Formazza D'azzurro, al monte di tre cime all'italiana d'argento uscente dalla punta, accompagnato in capo dalla bilancia d'oro. Ornamenti esteriori da Comune. D.P.R. del 18 aprile 1973. Gonfalone: Drappo troncato d'azzurro e di bianco… |           |
|        | Germagno Troncato semipartito: nel primo, d'oro, all'aquila di nero, rostrata d'oro, linguata e allumata di rosso, sostenuta dalla linea di partizione; nel secondo, d'azzurro, al ceppo sradicato di verde, con un ramo posto in palo, fogliato di sei, dello stesso; nel terzo, inquartato d'argento e di rosso. Ornamenti esteriori da Comune. D.P.R. del 1º giugno 1998. Gonfalone: Drappo di bianco… |           |
|        | Ghiffa Troncato, nel primo d’azzurro, nel secondo di verde, al castello d’argento, torricellato di uno, merlato alla guelfa, aperto e finestrato del campo, posto sulla troncatura. Ornamenti esteriori da Comune. D.P.R. del 4 dicembre 1954. Gonfalone: Drappo partito di verde e di azzurro… |           |
|        | Gignese D'azzurro, al monte al naturale, movente dalla punta dello scudo, sormontato da tre fiori di cardo selvatico, d'argento, stelati dello stesso, ordinati in fascia; al capo di porpora, a due rami di quercia e d'alloro, annodati da un nastro dai colori nazionali. Ornamenti esteriori da Comune. R.D. del 23 luglio 1937. Gonfalone: Drappo di azzurro… |           |
|        | Gravellona Toce D'argento, al castello di rosso, aperto e murato di nero, torricellato di due pezzi laterali, esso castello privo di finestre e merlato alla ghibeliina, due sul fastigio, due su ciascuna torre, esso castello fondato su una pianura erbosa di verde. Ornamenti esteriori da Città. R.D. del 31 maggio 1928. Gonfalone: Drappo di rosso… |           |
|        | Gurro D’argento, al faggio con la chioma di verde e con il tronco al naturale, nodrito sul colle centrale del monte all’italiana di tre colli, di verde, fondato sulla pianura interzata in fascia di azzurro, di argento, di azzurro; al capo di azzurro, caricato dalla salamandra rivoltata, di nero, macchiata d’oro, unita a dieci lingue di fuoco, di rosso, sormontata dalla corona gigliata di Francia all’antica, d’oro. Ornamenti esteriori da Comune. D.P.R. del 23 novembre 1998. Gonfalone: Drappo partito di bianco e di verde… |           |
|        | Intragna Il comune non ha ancora adottato alcuno stemma ufficiale. Tuttavia, in alcuni ambiti, impiega informalmente questo stemma: di verde a due stelle d'oro di sei raggi, poste tra loro in sbarra e poste entro una gemella pure in sbarra d'argento. Ornamenti esteriori da Comune. |           |
|        | Loreglia Troncato: nel primo d’oro all’aquila al naturale, dal volo spiegato, coronata del primo; nel secondo di nero a tre monti di verde posti in fascia e nascenti dalla punta, i monti laterali sormontati ciascuno da una stella d’oro di sei raggi, alla bordura d’oro. Ornamenti esteriori da Comune. D.P.R. del 6 gennaio 1961. Gonfalone: Drappo troncato di nero e di giallo… |           |
|        | Macugnaga Tagliato: nel primo d'azzurro al campanile al naturale, visto di spigolo, movente dalla partizione; nel secondo d'oro a un monte di tre cime di verde, 2, 1, cimato di un albero di tiglio al naturale ed accostato delle lettere maiuscole "M" e "O" di nero. Ornamenti esteriori da Comune. R.D. del 24 giugno 1929. Gonfalone: Drappo partito di bianco e di azzurro… D.P.R. del 28 ottobre 1982. |           |
|        | Madonna del Sasso |           |
|        | Malesco D'azzurro, alla rosa di quattro petali, d'oro, posta in cuore. Ornamenti esteriori da Comune. Incongruenza tra disegno e blasonatura: La rosa è blasonata di 4 petali. D.P.R. del 7 agosto 1992. Gonfalone: Drappo di giallo… |           |
|        | Masera |           |
|        | Massiola Partito: il primo, d'azzurro, alla torre coperta, d'argento, murata di nero, munita in alto della bifora, dello stesso, priva di porta; il secondo, d'argento, all'ippocastano, sradicato, con la chioma di verde, con il tronco e le radici al naturale; al capo d'oro, caricato dal falco al naturale, in atto di volare verso il lembo sinistro, con la testa in profilo, con la coda posta in sbarra. Ornamenti esteriori da Comune. D.P.R. del 13 gennaio 2003. Gonfalone: Drappo di bianco… |           |
|        | Mergozzo Partito: nel primo di rosso caricato di blocchi di marmo; nel secondo d'argento al biscione visconteo di azzurro coronato d'oro. Ornamenti esteriori da Comune. R.D. del 22 maggio 1942. Gonfalone: Drappo partito di bianco e di rosso… |           |
|        | Miazzina R.D. del 4 Maggio 1942. Gonfalone: Drappo di rosso… |           |
|        | Montecrestese D’azzurro, a quattro stelle di sei raggi, d'argento, ordinate in palo, accostate da due pali diminuiti, d'argento, posti nei fianchi. Ornamenti esteriori da Comune. D.P.R del 27 novembre 1992. Gonfalone: Drappo d'azzurro alla fascia di bianco… |           |
|        | Montescheno |           |
|        | Nonio D'argento a due serpenti di verde, affrontati, linguati di rosso, sormontati da una croce scorciata dello stesso. D.P.R. del 27 marzo 1974. Gonfalone: drappo di rosso… |           |
|        | Oggebbio D.P.R. del 16 ottobre 1954. Gonfalone: Drappo di azzurro… |           |
|        | Omegna Troncato: nel primo d'azzurro al castello torricellato di rosso, murato di nero, aperto del campo; nel secondo d'argento, al monte di tre cime di verde, movente dalla punta e caricato della scritta VERMENIA a caratteri capitale di nero e sormontata da una fascia increspata di rosso. R.D. del 30 maggio 1930. Gonfalone: Drappo di giallo… R.D. del 1° marzo 1934. |           |
|        | Ornavasso D'azzurro, alla sirena di carnagione, coronata d'oro, posta in tre quarti verso destra, a una coda di verde, tenente con la mano sinistra l'estremità di detta coda, natante su un mare d'azzurro, ondato d'argento, da cui sorge una catena montuosa al naturale ed accompagnata in capo da una fascia d'argento, carica di tre stelle d'azzurro. Ornamenti esteriori da Comune. D.P.R. del 6 luglio 1960. Gonfalone: Drappo di azzurro… |           |
|        | Pallanzeno Di rosso, alla fascia d'argento, accompagnata in capo da tre spighe di segale d'oro, disposte a ventaglio; al monte al naturale, uscente dalla punta. Ornamenti esteriori da Comune. D.P.R. del 4 febbraio 1955. Gonfalone: Drappo partito di rosso e di bianco… |           |
|        | Piedimulera Troncato: il primo d'azzurro caricato di una doppia macina d'oro; il secondo, d'oro al monte di tre cime, di verde, movente dalla punta dello scudo e segnato dalla base al vertice da un sentiero serpeggiante di nero. Il secondo cucito in capo da una divisa ondata d'argento. Ornamenti esteriori da Comune. R.D. del 17 giugno 1937. Gonfalone: Drappo di azzurro… |           |
|        | Pieve Vergonte Troncato: il primo, campo di cielo, a un monte di verde, caricato da un corso d'acqua al naturale; il secondo a un muro di rosso, cementato d'oro. Ornamenti esteriori da Comune. D.P.R. del 5 novembre 1981. Gonfalone: Drappo di rosso… |           |
|        | Premeno D'argento, al castagno di verde, fruttato d'oro, nodrito sulla cima di un monte al naturale, nascente dalla punta e caricante, la campagna mareggiata d'azzurro e d'argento. Ornamenti esteriori da Comune. D.P.R. del 28 settembre 1959. Gonfalone: Drappo partito di verde e di bianco… |           |
|        | Premia |           |
|        | Premosello-Chiovenda D.P.R. del 6 marzo 1950. |           |
|        | Quarna Sopra Trinciato d'azzurro e d'argento, al pino attraversante, di verde, fustato al naturale, nodrito nella pianura convessa di verde, il tronco attraversato dal lupo di nero, allumato di rosso, riposante sulla pianura. Ornamenti esteriori da Comune. D.P.R. del 27 aprile 1995. Gonfalone: Drappo di bianco… |           |
|        | Quarna Sotto Gonfalone: Drappo di azzurro… |           |
|        | Re Troncato: nel primo, di verde, alla chiesa di San Maurizio, d'oro, di fronte, fondata sulla linea di partizione, sostenuta da due leoni controrampanti, d'oro, con entrambe le zampe anteriori poggianti sui fianchi della Chiesa, il leone posto a destra poggiante la zampa posteriore destra sulla linea di partizione, il leone posto a sinistra poggiante la zampa posteriore sinistra sulla detta linea: nel secondo, palato di rosso e d'azzurro. Sotto lo scudo, su una lista bifida e svolazzante di rosso, il motto, in lettere maiuscole d'oro, ET REGE EOS. Ornamenti esteriori da Comune. D.P.R. del 22 settembre 1992. Gonfalone: Drappo di giallo… |           |
|        | San Bernardino Verbano D'oro, al torrente d'azzurro, scorrente tra rocce al naturale e formante un laghetto nella punta dello scudo, sovrastato dal ponte romano di San Bernardino Verbano, di rosso, e accompagnato in capo da due scettri decussati, di rosso. Ornamenti esteriori da Comune. D.P.R. del 9 Agosto 1983. Gonfalone: Drappo troncato d'azzurro e di giallo riccamente ornato di ricami d'argento e caricato dello stemma sopra descritto con l'iscrizione centrata in argento: Comune di San Bernardino Verbano. Le parti di metallo ed i cordoni sono argentati. L'asta verticale è ricoperta di velluto dei colori del drappo, alternati, con bullette argentate poste a spirale. Nella freccia è rappresentato lo stemma del Comune e sul gambo è inciso il nome. La cravatta e i nastri sono tricolorati dai colori nazionali frangiati d'argento. |           |
|        | Santa Maria Maggiore Palato di rosso e di azzurro, al capo d’oro, caricato dall’aquila rivoltata, di nero, coronata con corona all’antica di cinque punte visibili, dello stesso. D.P.R. del 2 marzo 1993. Gonfalone: Drappo di giallo… |           |
|        | Stresa Partito: al primo d'argento, alla croce di rosso, uscente dalla partizione; al secondo , d'argento, a tre fasce ondate d'azzurro. Ornamenti esteriori da Città. R.D. del 29 aprile 1915. |           |
|        | Toceno Gonfalone: Drappo partito di rosso e di azzurro… |           |
|        | Trarego Viggiona D.P.R del 22 dicembre 1954. Gonfalone: Drappo partito di blu e di rosso… |           |
|        | Trasquera D'azzurro, al pino silvestre d'oro, terrazzato di verde, attraversato sul tronco da due caproni, il primo partito d'argento e di nero, il secondo partito di nero e d’argento, affrontati, combattenti. Ornamenti esteriori da Comune. D.P.R. del 24 ottobre 1984. Gonfalone: Drappo partito di bianco e di giallo… |           |
|        | Trontano D'azzurro, al leone d'oro, allumato e linguato di rosso, afferrante con entrambe le zampe anteriori il calice, dello stesso. Ornamenti esteriori da Comune. D.P.R. del 29 luglio 1993. Gonfalone: Drappo interzato in fascia, il primo e il terzo di azzurro, il secondo di rosso… |           |
|        | Valle Cannobina D.P.R. 15 novembre 2023. Gonfalone: Drappo di azzurro... |           |
|        | Valstrona Campo di cielo, a due abeti di verde, fustati di nero, nodriti su due rupi d'argento, fondate lateralmente in punta [divise dal fiume d'azzurro, fluttuoso d'argento, defluente in palo verso la punta], il tutto accompagnato in capo dalla stella di otto raggi, d'oro. Ornamenti esteriori da Comune. D.P.R. del 29 luglio 1993. Gonfalone: Drappo di verde… |           |
|        | Vanzone con San Carlo Il comune non ha ancora uno stemma ufficiale. Tuttavia, in alcuni ambiti, impiega informalmente questo stemma: partito: nel primo di rosso alla punta d'oro, sormontata dalla ruota dentata di Santa Caterina d'argento; nel secondo, d’argento alla lettera H in carattere minuscolo gotico, di nero; il tutto alzato sopra la campagna di verde alla fascia ondata d'argento fluttuosa d’azzurro. Ornamenti esteriori da Comune. |           |
|        | Varzo Gonfalone: Drappo di azzurro… |           |
|        | Verbania Troncato: nel primo, d'oro all'aquila di nero coronata dello stesso; nel secondo, d'argento all'albero di quercia al naturale poggiante su una campagna di verde. Corona comitale. Delibera del Consiglio comunale dell'8 aprile 1944. Gonfalone: Drappo quadrato gheronato di otto, di rosso, di bianco, d'azzurro, di giallo, di rosso, di bianco, d'azzurro e di giallo, bordato su tre lati da una striscia composta di piccole fiamme triangolari alternate, dei colori del drappo. Il drappo sarà caricato, nel centro, dello stemma sopradescritto e sorretto dalla parte del drappo non bordata, gheronata di giallo e d'azzurro, da un'asta cimata da una freccia d'oro sulla quale sarà riprodotto lo stemma del Comune e sul gambo inciso il nome. |           |
|        | Vignone Troncato d'oro e d'azzurro, a due tralci di vite pampinosi di verde e fruttati di due (un grappolo di uva nera e uno di uva bianca), il tutto posto in sbarra. Ornamenti esteriori da Comune D.P.R. del 3 ottobre 1975. Gonfalone: Drappo partito di giallo e di azzurro… |           |
|        | Villadossola D'azzurro, all'abete al naturale, radicato su una campagna e attraversato da un bue di rosso; il tutto sormontato da una stella dello stesso, di sei raggi. Ornamenti esteriori da Comune. D.P.R. del 20 gennaio 1964. Gonfalone: Drappo partito di rosso e di azzurro… |           |
|        | Villette Gonfalone: Drappo partito di rosso e di azzurro… |           |
|        | Vogogna Interzato in fascia, di verde, d'argento e di rosso, con l'incudine di nero, attraversante sull'argento e sul rosso, sostenuta dal basamento tondeggiante, d'oro, fondato in punta, essa incudine sostenente la tenaglia di nero, posta in sbarra sull'argento a destra, afferrante il chiodo di nero, posto in palo sull'argento e munita del martello posto in banda a sinistra, con il ferro di nero posto sull'argento e con il manico di rosso attraversante sull'argento e sul corno dell'incudine. Sotto lo scudo, su lista bifida svolazzante d'oro, il motto, in lettere maiuscole di nero, TUNDENDO VIS FRANGITUR OMNIS. Ornamenti esteriori da Comune. D.P.R. del 3 febbraio 1998. Gonfalone: Drappo bianco bordato di verde… |           |

## Ex comuni
| Stemma | Ex comune e blasonatura | Gonfalone e/o bandiera |
| ------ | --- | ---------------------- |
|        | Cavaglio-Spoccia (Dal 1º gennaio 2019 soppresso per la costituzione del comune di Valle Cannobina) Partito: il primo d'argento, al faggio sradicato di verde; il secondo di rosso, al bue d'argento, fermo sulla campagna di verde; al capo di azzurro, caricato di tre stelle di otto raggi d'oro. Ornamenti esteriori da Comune. D.P.R. del 22 settembre 1992 Gonfalone: Drappo partito di azzurro e di bianco… |                        |
|        | Cursolo-Orasso (Dal 1º gennaio 2019 soppresso per la costituzione del comune di Valle Cannobina) Bandato di rosso e d'argento, alla fascia d'azzurro attraversante. Ornamenti esteriori da Comune. D.P.R. del 17 aprile 1985 Gonfalone: Drappo d'azzurro… |                        |
|        | Falmenta (Dal 1º gennaio 2019 soppresso per la costituzione del comune di Valle Cannobina) Di rosso, alla torre d'argento, murata, aperta e finestrata di tre pezzi, posti in palo, di nero, merlata alla ghibellina di tre e fondata su una pianura di verde. Al capo d'azzurro a due stelle raggiate di otto d'oro, poste in fascia. Ornamenti esteriori da Comune. D.P.R. del 2 marzo 1993 Gonfalone: Drappo di verde al palo di bianco… |                        |
|        | Seppiana (dal 1º gennaio 2016 soppresso per la costituzione del comune di Borgomezzavalle) Partito: il PRIMO, di verde, al giglio d'oro accompagnato da due fasce diminuite, una in capo, l'altra in punta, dello stesso; il SECONDO, di azzurro, al castagno di verde, fruttato di sette d'oro, fustato e sradicato al naturale. Ornamenti esteriori da Comune D.P.R. del 27 gennaio 2012 Gonfalone: drappo di giallo… |                        |
|        | Viganella (dal 1º gennaio 2016 soppresso per la costituzione del comune di Borgomezzavalle) Troncato: sopra, campo di cielo, al maglio di ferro trapezoidale di nero posto a destra, con lungo manico, di rosso, posto in banda, la parte finale del manico attraversante sulla ruota idraulica, d’argento, posta a sinistra, esso manico sostenuto centralmente dal fulcro di pietra di rosso, questo fondato sulla massa d’acqua, di azzurro, fluttuosa d’argento, a guisa di pianura, la ruota idraulica in parte sommersa nell’acqua; sotto, d’oro, alla pianta di vite al naturale, sradicata dello stesso, pampinosa di due di verde, i tralci orizzontali uniti a quattro grappoli d’uva, posti in palo, di porpora, due a destra, due a sinistra. Ornamenti esteriori da comune. D.P.R. del 27 novembre 2002 Gonfalone: Drappo di rosso… |                        |